# Muktiwari
Muktiwari is een bestuurslaag in het regentschap Bekasi van de provincie West-Java, Indonesië. Muktiwari telt 6430 inwoners (volkstelling 2010).